# Sorrentini
Sorrentini is een plaats (frazione) in de Italiaanse gemeente Patti.